# Chrzanów
Chrzanów je grad u južnoj Poljskoj. Grad leži na obalama rijeke Chechło. U Chrzanowu živi oko 38 000 stanovnika. Chrzanów je i sjedište chrzanowskog povjata.

## Vanjske poveznice
- Chrzanovia Patria Parva  Arhivirana inačica izvorne stranice od 3. siječnja 2012. (Wayback Machine)

### Ostali projekti
|  | Zajednički poslužitelj ima stranicu o temi Chrzanów |